# (16693) Moseley
(16693) Moseley (1994 YC2) – planetoida z pasa głównego asteroid okrążająca Słońce w ciągu 4,33 lat w średniej odległości 2,66 j.a. Odkryta 26 grudnia 1994 roku.